# Lollipop Candy Bad Girl
Singles de Tommy heavenly6
Pray
(2006) I♥Xmas
(2006)
Lollipop Candy Bad Girl (orthographié sur l'album Lollipop Candy♥BAD♥girl) est le 6e single de Tommy heavenly6 sorti le 11 octobre 2006 au Japon. Il atteint la 12e place du classement de l'Oricon et reste classé pendant 5 semaines. Lollipop Candy Bad Girl se trouve sur l'album Heavy Starry Heavenly et sur la compilation Gothic Melting Ice Cream's Darkness "Nightmare".
Toutes les paroles sont écrites par Tommy heavenly6.
| 1. | Lollipop Candy Bad Girl                         |  |
| 2. | Lollipop Candy Bad Girl (Short Version)         |  |
| 3. | Lollipop Candy Bad Girl (Original Instrumental) |  |

| 1. | Lollipop Candy Bad Girl (PV)               |  |
| 2. | Lollipop Candy Bad Girl (PV Short Version) |  |